# (3604) Berkhuijsen
(3604) Berkhuijsen est un astéroïde de la ceinture principale.

## Description
(3604) Berkhuijsen est un astéroïde de la ceinture principale. Il fut découvert le 17 octobre 1960 à l'Observatoire Palomar par Cornelis Johannes van Houten, Ingrid van Houten-Groeneveld et Tom Gehrels. Il présente une orbite caractérisée par un demi-grand axe de 2,60 UA, une excentricité de 0,12 et une inclinaison de 12,0° par rapport à l'écliptique.

## Compléments